# Žučkovac
Žučkovac (serbisches-kyrillisch: Жучковац) ist ein Dorf in Serbien.

## Geographie
Das Dorf befindet sich in der geographischen Region Banja, in der Opština Sokobanja, im Okrug Zaječar, im Osten von Serbien. 
Mit Žučkovac beginnt von West nach Ost eine Reihe von tiefer gelegenen Dörfern in der Mitte des Banja-Beckens. Das Dorf liegt auf der linken Seite des Flusses Jošanička Reka.
Die Häuser erheben sich vom Flusstal bis zu einer Lageterrasse auf einer Höhe von 420 Metern und unterhalb des Trennabschnitts der Lageterrasse auf der Lokalität Del. Das Dorf liegt auf einer durchschnittlichen Höhenlage von 335 bis 420 Metern über dem Meeresspiegel. 
Die Dorfbewohner nutzen Wasser hauptsächlich aus Brunnen. Es gibt nur sehr wenige Quellen entlang des Flusses Jošanička Reka. Durch das südlichste Dorfterritorium fließt der Hauptfluss der Gegend, die Sokobanjska Moravica, ohne durch das Dorf zu verlaufen. Der stärkste Wind im Ort ist die Košava. 
Žučkovac ist 9,5 bis 10 km nordwestlich der Gemeindehauptstadt gelegen. Durch das Dorf führt eine recht gute Landstraße zum nördlichen Nachbardorf Jošanica hinauf. Durch dieselbe Landstraße, die hinunter zur Hauptstraße führt, die wiederum Sokobanja mit Knjaževac verbindet, ist der Ort mit der Gemeindehauptstadt verbunden.

## Dorftypus

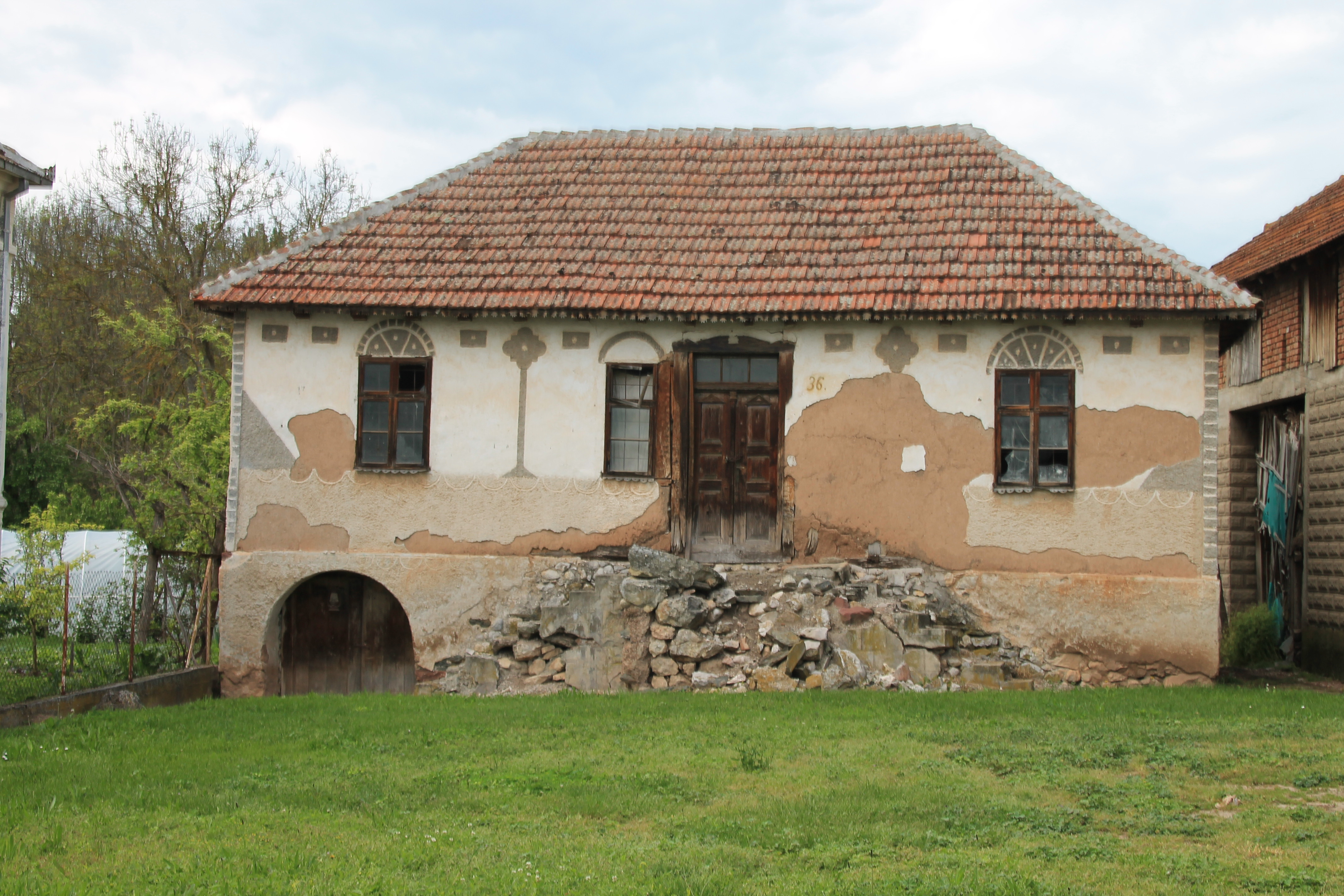
Ein altes Dorfhaus

Das Dorf ist vom Typ her eher kompakter bebaut. Besonders dicht stehen die Häuser in der Ortsmitte, auf der Nordseite der Hauptstraße. Auf der Südseite gibt es nur wenige Häuser. Wenn man den erwähnten Terrassenabschnitt auf dem Del hinaufsteigt, werden die Häuser immer verstreuter und weniger. 
Das Dorf ist nicht in Dorfteile aufgeteilt, die Häuser der einzelnen Familien sind gruppiert und Teile des Dorfes sind nach größeren Familien benannt, wie etwa Vlatkovci, Stepanovci und weitere. 
Die Dorfbewohner sind fast ausschließlich in der Landwirtschaft tätig. Viehzucht ist im Ort nicht ausgeprägt und die Dorfbewohner halten sehr wenig Vieh, hauptsächlich Rinder.
Die Felder und Äcker liegen rund um das Dorf, an diesen Flurnamen: Pejina Bara, Bradisalci, Jošanički Del, Jarnin, Straževica, Logorište, Kumin Potok und Bobovilje. 
Die größten Felder liegen in der Straževica. Das Dorf besitzt kleine Dorfweiden auf den Lokalitäten Del, Straževica und Ravna. Wälder gibt es nur wenige und diese sind ausschließlich im Privatbesitz. In der Nähe des Dorfes gibt es eine große Plantage für den ökologischen Äpfel- und Gemüseanbau. 

## Bevölkerung
Das Dorf hatte 2022 eine Einwohnerzahl von 325, während es 2011 noch 397 waren, nach den letzten drei Bevölkerungsstatistiken fällt die Einwohnerzahl weiter. Die Bevölkerung stellen Serben.

### Demographie
| Jahr | Einwohnerzahl |
| ---- | ------------- |
| 1948 | 883           |
| 1953 | 891           |
| 1961 | 857           |
| 1971 | 828           |
| 1981 | 705           |
| 1991 | 668           |
| 2002 | 529           |
| 2011 | 397           |
| 2022 | 325           |

## Geschichte
Das Dorf wurde zuerst auf der Lokalität Reka beim Standort Selište gegründet, wo noch heute die Reste der alten Siedlung stehen. Wegen der ständigen Unterdrückung durch die Türken musste der Ort, dann an seinen jetzigen Standort in den Wald verlegt werden, um dort besser geschützt zu sein. Das Dorf wuchs durch Einwanderung und Vermehrung. Über die Herkunft des Dorfnamens gibt es in der Bevölkerung keine erhaltenen Überlieferungen.
Seit 1973 erhält das Dorf Trinkwasser aus mehreren Quellen, die sich beim mehrere Kilometer entfernten Fluss Vrmdžanska Reka, befinden. Im Ort befinden sich eine Bäckerei, ein Käseladen, ein großer Spielplatz für kleine Sportarten und eine Ferienwohnung. 

## Religion
Im Ort stehen zwei kleinere serbisch-orthodoxe Kirchen. Im nördlichen Dorfzentrum, an der Hauptstraße bei der Dorfgrundschule, steht die Kirche Hl. Erstmärtyrer Stefan, geweiht dem Hl. Erstmärtyrer und Erzdiakon Stefan. 
In einem kleinen Wäldchen, etwas östlich des Dorfes gelegen, steht die Kirche Hl. Roman, geweiht dem Hl. ehrwürdigen Roman von Đunis. Im südlichen Dorfgebiet befindet sich der Dorffriedhof. 

## Sport
Der wichtigste sportliche Verein des Dorfes ist der Fußballclub  FK Sloga. Der Fußballverein wurde 1962 auf die Initiative der Fußballfans von Žučkovac gegründet. Mehrmals hatte der Verein die Fußballliga der Opština Sokobanja gewonnen und war Gewinner des OFS Sokobanja Pokals. 
Den größten Erfolg verbuchte der Club FK Sloga in der Saison von 2001/2002, als er Fünfter in der Kreisfußballliga des Okrug Zaječar wurde. 